# Congo Bongo
Congo Bongo (コンゴボンゴ Kongo Bongo?), también conocido como Tip Top (ティップタップ Tippu Tappu?), es un videojuego de plataformas isométrico lanzado por Sega para arcades en 1983. El juego incluye una ROM que contiene un mensaje que indica que probablemente fue codificado, al menos en parte, por la empresa Ikegami Tsushinki. El juego se ve en una perspectiva isométrica, al igual que el anterior videojuego de Sega, Zaxxon (1981).
El jugador asume el papel de un explorador de safari el cual intenta atrapar a un simio llamado «Bongo». El simio incendió la tienda del explorador y este lo busca para vengarse. El objetivo del videojuego es perseguir al simio a través de cuatro pantallas diferentes, tratando de moverse desde la esquina inferior izquierda hasta la esquina superior derecha de cada pantalla. También habrá que superar obstáculos como la caída de cocos, la carga de rinocerontes y evitar caídas al agua.

## Jugabilidad
Congo Bongo combina elementos y jugabilidad similares a Donkey Kong de Nintendo de 1981, junto con una perspectiva isométrica al igual que Zaxxon; videojuego de Sega lanzado en Japón a fines de 1981. Congo Bongo posee muchas similitudes con Donkey Kong, ya que ambos juegos involucran primates que arrojan objetos al jugador desde un punto de vista sobre una estructura, tienen a un protagonista de nariz grande cuya única habilidad es saltar, cuentan con cuatro etapas diferentes de pantalla única y el objetivo de la primera etapa es llegar a la cima. Incluso los gráficos del temporizador de bonificación son similares al de Donkey Kong.

### Etapas
1. En la primera etapa, el explorador debe evitar los cocos lanzados por Bongo. Tiene de escalar una serie de acantilados para alcanzar al simio; mientras trata de esquivar a tres monos que intentan arrojarlo de la montaña.
2. En la segunda etapa, el explorador debe de cruzar una serie de plataformas pantanosa montandose sobre el lomo de hipopótamos que se zambullen y evitando serpientes venenosas y escorpiones.
3. La tercera etapa requiere que el explorador cruce una llanura. Deberá introducirse en agujeros en el suelo para evadir a los rinocerontes que embisten. Mientras, debe de subir grandes tramos de escaleras para pasar a la siguiente área.
4. En la cuarta y última etapa, el explorador cruza un segundo pantano con nenúfares, peces e hipopótamos, para llegar a un estrecho camino lleno de rinocerontes que bloquean la entrada a Bongo; el cual se encuentra descansando en un jacuzzi.

Por cada victoria, es decir, haber completado las cuatro etapas, el juego se repite desde el primer nivel aumentando la dificultad por cada vuelta.

## Argumento
Un día, un explorador de safari llegó a la jungla. Los animales decidieron idear un plan para deshacerse de él. Bongo, el mono, se ofreció como voluntario para perseguirlo con fuego. Una noche, mientras dormía plácidamente en su tienda, el explorador se despertó con un espectáculo de fuego: el gran simio Bongo había prendido fuego su tienda; pero esto no asustó al explorador. Solo fortaleció su determinación de profundizar en los dominios de Bongo y vengarse de la cruel broma.

## Adaptaciones
Congo Bongo fue portado a Apple II, SG-1000, MSX, Intellivision, ColecoVision, Commodore 64 (primero como cartucho, luego a disco), VIC-20, IBM PC, Atari 2600, Atari 5200, Familia Atari de 8 bits y TI-99/4A. Los puertos de Sega para Atari 2600, 5200, Atari de 8 bits, Intellivision y Commodore 64 (versión de cartucho) incluyen dos de los cuatro niveles del arcade original, mientras que al lanzamiento de ColecoVision le falta el nivel «Snake Lake».
La versión Atari 2600 se lanzó en marzo de 1984. La versión de ColecoVision se lanzó en octubre de 1984.

## Recepción
En Japón, Game Machine incluyó a Congo Bongo en su edición del 15 de junio de 1983 como el quinto juego arcade de mayor éxito del mes. En los Estados Unidos, la revista Time informó inicialmente en 1983 que el juego de arcade fue un fracaso comercial; más tarde, a principios de 1985, según la revista Computer Games, se convirtió en un popular juego de arcade.  Congo Bongo pasó a tener una serie de adaptaciones a consolas; marcando un éxito comercial en los Estados Unidos.
La revista Computer and Video Games le dio al juego de arcade una crítica generalmente favorable. Llamaron a su concepto de Donkey Kong (1981) «en tres dimensiones» una «idea fascinante» y también señalaron que el nivel final tiene similitudes con Frogger (1981).
Las versiones para consolas recibieron una recepción mixta. Las de ColecoVision, Atari 5200 e Intellivision fueron premiadas como «Mejores efectos audiovisuales de videojuegos» en los Arkie Awards de 1984. Ahoy! en 1984 declaró que Congo Bongo para Commodore 64 y VIC-20 Sur «está plagado de problemas; el juego es repetitivo, frustrante, tedioso, inconsistente y, a veces, confuso. La música no solo me puso nervioso sino que también me destruyó». La revista Computer Games otorgó a la versión Atari VCS una calificación C−, argumentando que «la versión VCS fue, por la mayor parte del tiempo, una decepción». Los lectores de ST. Game llamaron a la versión de Atari como el peor juego de Atari de 1983, incluso peor que el notorio E.T. the Extra-Terrestrial.

## Legado
La versión de arcade está incluido en la Sega Genesis Collection para PlayStation Portable (como un juego desbloqueable) y en el Sonic's Ultimate Genesis Collection para Xbox 360 y PlayStation 3. Se lanzó una nueva versión mejorada para PlayStation 2 bajo la etiqueta Sega Ages como parte de Sega Ages 2500 Series Vol. 23: Sega Memorial Selection.